# Accident de train de Thorpe
L'accident de train de Thorpe survint le  10 septembre 1874, quand deux trains  entrèrent en collision  de front à Thorpe St Andrew en Angleterre dans le  comté de    Norfolk,.
L'accident survint  sur une ligne à voie unique reliant les gares de Norwich et Brundall. 

## Historique

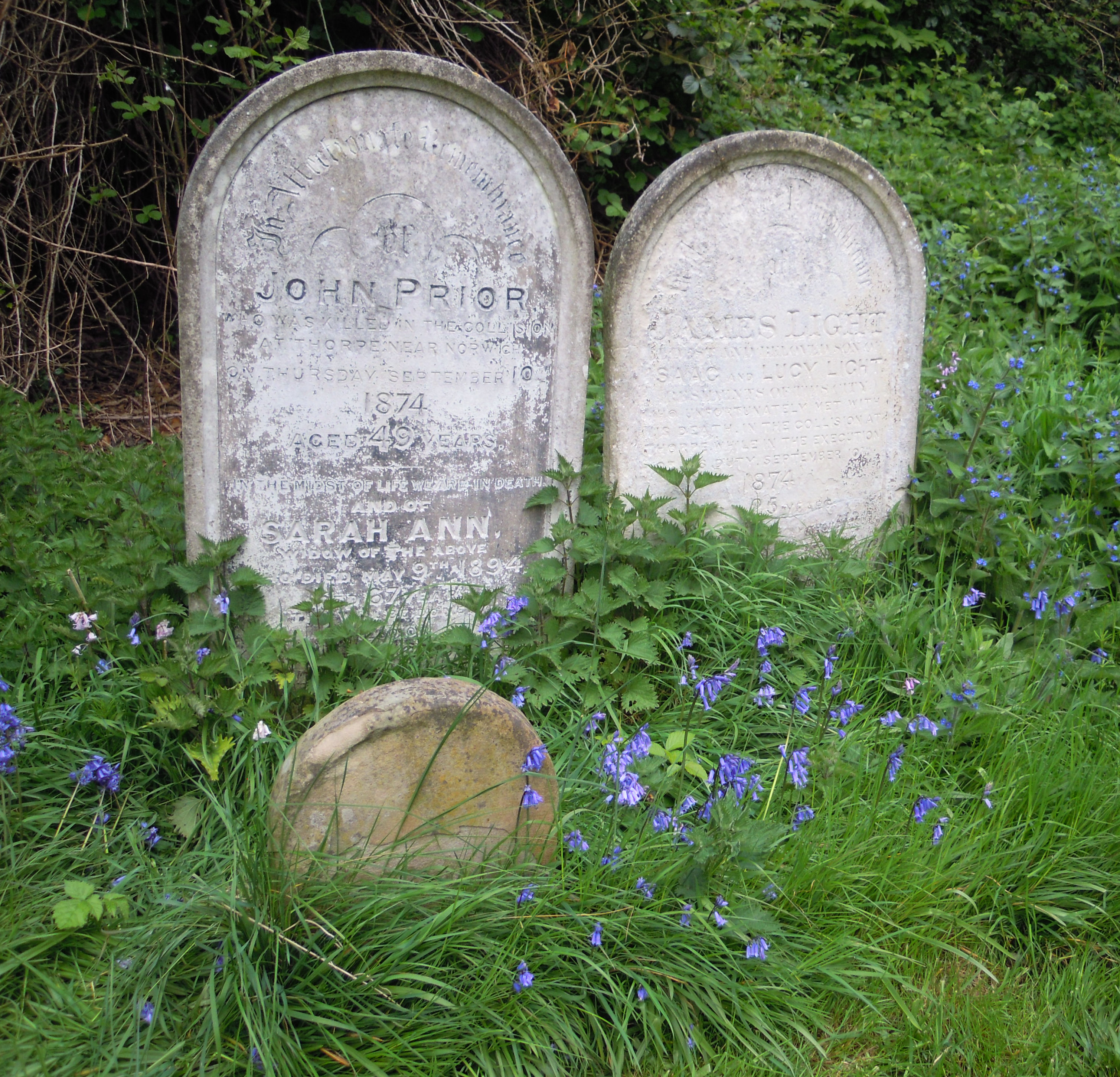
Les pierres tombales de John Prior et James Light, le conducteur et le chauffeur respectivement du train de courrier impliqués dans l'accident, dans un cimetière à Norwich.

Les deux  trains en cause étaient : le courrier de 20 h 40 parti de la station de Yarmouth et l'express de 17 h venant de  Londres vers  Yarmouth. Ce dernier avait quitté la station de Norwich Thorpe à 21 h 30 et devait  normalement avoir pris le chemin de  Yarmouth, alors que le train de courrier devait être sur une ligne adjacente à  Brundall pour permettre à l'express de passer. Ce jour-là, les trains circulaient en retard.
Dans de telles circonstances, quand les horaires étaient dépassés, les conducteurs devaient écrire à l'autorité pour procéder autrement. Du fait d'une série d'erreurs (tout d'abord, le préposé du télégraphe ayant envoyé le message d'autorisation avant qu'il n'ai été signé par l'autorité appropriée), les deux conducteurs reçurent leurs  autorisations et anxieux de rattraper le temps perdu, s'engagèrent à grande vitesse sur la voie unique. L'accident, quand il survint vers 21 h 45, entraîna le cabrage des deux locomotives, et les voitures furent réduites à l'état d'épaves.
Les deux conducteurs et le chauffeur furent tués, ainsi que 17 passagers et 4 autres décédèrent plus tard de leurs blessures. 73 passagers et deux employés des chemins de fer furent sérieusement blessés.
À la suite de cet accident, l'ingénieur Edward Tyer développa le système dit Tyers dans lequel un jeton est donné au conducteur du train ; celui-ci devait être glissé dans un système électrique débloquant l'accès à l'autre bout de la ligne à voie unique avant qu'un autre train ne soit autorisé à s'y engager.

## Accidents identiques
L'accident de « Canoé river » (Canoe River train crash (en)) au Canada en 1950 impliqua aussi deux trains, contrôlés  par des ordres transmis par télégraphe, les autorisant à entrer sur la même section à voie unique dans des directions opposées. Néanmoins malgré la diffusion et l'utilisation très larges et prolongées du système Tyers dans divers pays du monde et en particulier de l'Empire britannique, quelques accidents survinrent du fait de sa mauvaise utilisation comme en France, celui de la gare de Charenton survenu en 1881.

## Source de la traduction
- (en) Cet article est partiellement ou en totalité issu de l’article de Wikipédia en anglais intitulé « Thorpe rail accident » (voir la liste des auteurs).